# Frederick Shaw
Frederick Shaw (11 décembre 1799 - 30 juin 1876) est un député conservateur irlandais au Parlement du Royaume-Uni. Il est le deuxième fils du colonel Robert Shaw, baronnet de Bushy Park, comté de Dublin et de Maria Wilkinson. Il devient membre du Conseil privé d'Irlande le 15 janvier 1835. Shaw devient baronnet le 19 février 1869.

## Biographie
Il fréquente le Trinity College de Dublin (BA et MA 1832, LLB et LLD 1841), puis le Brasenose College de l'Université d'Oxford (BA). Il devient membre du King's Inns de Dublin et est admis au barreau irlandais en 1822. Il occupe les fonctions judiciaires de Recorder, (un juge municipal à temps partiel) de Dublin et Dundalk.
Il épouse le 16 mars 1819, Thomasine Emily, la fille de George Jocelyn, de Newport, co. Tipperary, député de Dundalk.
Il est député de la ville de Dublin en 1830-1831 et 1832. Il représente l'Université de Dublin de 1832 à 1848. Il démissionne de son siège en devenant Intendant des Chiltern Hundreds.
Il vit à Kimmage Manor jusqu'à sa mort en 1876, qu'il agrandit et développe plutôt que de déménager dans l'autre résidence familiale du château de Terenure. Whitehall Road, est connue par la profession du baron sous le nom de Recorder's Road, ou Bothair an Racadair, encore le nom moderne en irlandais de la route.
Il est un parent éloigné de l'écrivain George Bernard Shaw, dont le père est un cousin de Frederick Shaw.
Il est enterré à l'église Sainte-Marie de Crumlin Dublin. À sa mort, son fils aîné, Robert Shaw (1821-1895) lui succède comme baronnet. Flora Shaw est sa petite-fille.